# Jean François van Iddekinge (1765-1848)
Jean François van Iddekinge (Kropswolde, 27 mei 1765 – Groningen, 6 april 1848) was een burgemeester van Groningen.

## Biografie
Van Iddekinge groeide op in een huis aan de Grote Markt te Groningen. Dit huis is thans de Drie Gezusters Pub. Ook tijdens zijn burgemeesterschap van Groningen bewoonde hij dit monumentale pand.
Hij studeerde rechten aan de universiteit van Groningen en promoveerde aldaar in 1788. Hij vervulde diverse bestuurlijke functies: lid gilderecht (1785–1790, 1792, 1793), kluftheer (1786–1795), ontvanger der verkopingen in het Oldambt (1790–1796) en gezworene (1791, 1792 keurheer, 1794) van Groningen. In 1814 maakte de jurist Van Iddekinge namens het departement Westereems deel uit van de Grote Vergadering van Notabelen om de nieuwe grondwet van het Verenigd Koninkrijk der Nederlanden vast te stellen. Hij was lid van de Provinciale Staten van Groningen (1818–1843) en curator van de Groninger Hogeschool (1824–1842). In 1817 werd hij verheven in de Nederlandse adel.
In 1819 volgde zijn benoeming tot een van de vier burgemeesters van de stad Groningen. In 1824 kreeg Groningen één burgemeester en werd Van Iddekinge door koning Willem I benoemd tot de eerste burgemeester, die deze functie alleen vervulde.

### Ouders en gezin
Hij was een zoon van de ontvanger-generaal Mr. Tobias Jan van Iddekinge (1722–1789) en Johanna Catharina Alberda van Rensuma (1729–1808) en trouwde in 1796 met Christina Maria Alberda (1775–1856), dochter van Unico Allard Alberda, heer van Menkema en Dijksterhuis, en Christina Bentinck. Uit dit huwelijk 1 zoon en 3 dochters.

### Onderscheidingen
- R.NL: Ridder in de Orde van de Nederlandse Leeuw.

### Iconografie
Van hem en zijn vrouw hangen in de Menkemaborg in Uithuizen, waar zij was geboren, twee tekeningen uit 1861 door Otto Eerelman uit het bezit van het Groninger Museum.
- Biografisch Portaal: 36292132
- Parlement.com: vg09llv8sqqa